# Станова (притока Кедровки)
Станова́ (рос. Становая) — річка в Республіці Комі, Росія, права притока річки Кедровка, правої притоки річка Печора. Протікає територією Троїцько-Печорського району.
Річка протікає на південний схід.